# Olympische Sommerspiele 2000/Trampolinturnen – Männer
Das Trampolinturnen der Männer bei den Olympischen Spielen 2000 in Sydney wurde am 23. September 2000 im Sydney SuperDome ausgetragen. Es traten 12 Athleten an.
Der Wettbewerb bestand aus einer Qualifikationsrunde und dem Finale. Jeder Turner absolvierte zwei Übungen, eine Pflicht und eine Kür, deren Wertungen zur Gesamtpunktzahl zusammenaddiert wurden. Die acht besten Turner der Qualifikation traten am gleichen Tag im Finale an. Hier wurde eine Übung geturnt, die nach Schwierigkeit, Ausführung und Flugphase bewertet wurde.

## Qualifikation
| Platz | Turner                | Nation         | Pflicht | Kür  | Strafpunkte | Gesamt |
| ----- | --------------------- | -------------- | ------- | ---- | ----------- | ------ |
| 1     | Alexander Moskalenko  | Russland       | 28,4    | 40,6 |             | 69,0   |
| 2     | David Martin          | Frankreich     | 28,6    | 39,8 |             | 68,4   |
| 3     | Dsmitryj Poljarusch   | Belarus        | 28,5    | 39,8 |             | 68,3   |
| 4     | Ji Wallace            | Australien     | 28,4    | 39,0 |             | 67,4   |
| 5     | Lee Brearley          | Großbritannien | 27,9    | 38,3 |             | 66,2   |
| 6     | Mathieu Turgeon       | Kanada         | 27,9    | 38,2 |             | 66,1   |
| 7     | Alan Villafuerte      | Niederlande    | 27,6    | 38,3 |             | 65,9   |
| 8     | Olexander Tschernonos | Ukraine        | 28,0    | 37,8 |             | 65,8   |
| 9     | Michael Serth         | Deutschland    | 28,0    | 37,6 |             | 65,6   |
| 10    | Ali Bourai            | Algerien       | 26,4    | 36,2 |             | 62,6   |
| 11    | Markus Wiesner        | Schweiz        | 26,6    | 35,7 |             | 62,3   |
| 12    | Daisuke Nakata        | Japan          | 26,7    | 26,5 |             | 53,2   |

## Finale
| Platz | Turner                | Nation         | Schwierigkeit | Punkte | Strafpunkte | Gesamt |
| ----- | --------------------- | -------------- | ------------- | ------ | ----------- | ------ |
| 1     | Alexander Moskalenko  | Russland       | 14,00         | 27,70  |             | 41,70  |
| 2     | Ji Wallace            | Australien     | 14,00         | 25,30  |             | 39,30  |
| 3     | Mathieu Turgeon       | Kanada         | 14,00         | 25,10  |             | 39,10  |
| 4     | David Martin          | Frankreich     | 12,00         | 26,80  |             | 38,80  |
| 5     | Dsmitryj Poljarusch   | Belarus        | 12,80         | 25,30  |             | 38,10  |
| 6     | Lee Brearley          | Großbritannien | 12,80         | 25,10  |             | 37,90  |
| 7     | Alan Villafuerte      | Niederlande    | 10,90         | 16,70  |             | 27,60  |
| 8     | Olexander Tschernonos | Ukraine        | 03,00         | 04,50  |             | 07,50  |